# Trisulfan
Trisulfan ist eine chemische Verbindung aus der Gruppe der Polysulfane.

## Gewinnung und Darstellung
Trisulfan kann aus höheren Polysulfanen durch Pyrolyse hergestellt werden.
{\displaystyle {\ce {H2S_{x}-> H2S3 + (x-3)S}}}
Ebenfalls möglich ist die Darstellung durch Kondensation von Schwefelwasserstoff mit Schwefeldichlorid bei −50 °C.
{\displaystyle {\ce {2 H2S + SCl2 -> H2S3 + 2 HCl}}}

## Eigenschaften

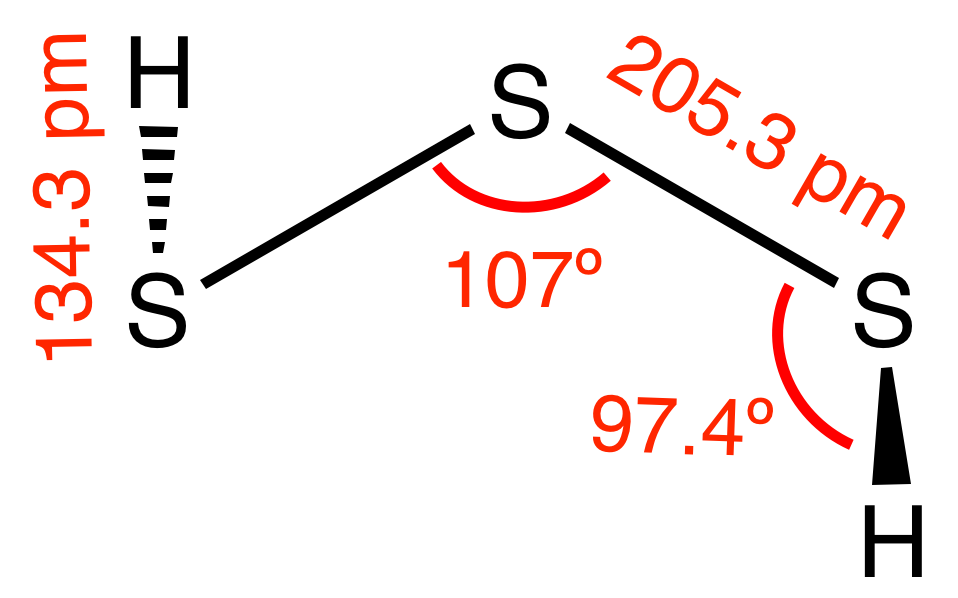
Geometrische Struktur von Trisulfan

Trisulfan ist eine gelbliche, bei tiefen Temperaturen farblose, Flüssigkeit, die sich beim Erhitzen vor Erreichen des Siedepunktes (~90 °C) zersetzt. Bei Raumtemperatur gibt sie langsam Schwefelwasserstoff ab und bildet dabei höhere Polysulfane. Deswegen riecht die Verbindung entsprechend. Die Verbindung ist chiral und existiert in der Gasphase in zwei konfomeren Varianten (cis- und trans-Trisulfan).